# Cucurbitaria lisae
Cucurbitaria lisae är en svampart som beskrevs av Ces. 1863. Cucurbitaria lisae ingår i släktet Cucurbitaria och familjen Cucurbitariaceae.   Inga underarter finns listade i Catalogue of Life.